# Jakiw Czornij
Jakiw Czornij, Яків Чорній, ps. Ударник ,Udarnyk, Kula, Muszka (ur. 15 stycznia 1907 w Chaszewyczach, zg. 24 grudnia 1944 koło Leszczyn) – członek OUN, oficer UPA, dowódca 6 Okręgu Wojskowego UPA „Sian”.
Ukończył gimnazjum we Lwowie, służył w polskiej armii, studiował na uniwersytecie w Lublinie. Członek OUN. Aresztowany w 1934 w związku z zamachem na ministra Pierackiego, w „procesie warszawskim” (1936) został skazany na 7 lat więzienia, uwolniony we wrześniu 1939. W czasie okupacji niemieckiej służył w ukraińskiej policji pomocniczej w Przemyślu i Dobromilu. W 1943 został aresztowany przez gestapo, uwolniony w 1944.
Zginął w walce z wojskami NKWD. Od jego pseudonimu przyjęto kryptonimy dla kureni i sotni 26 Odcinka Taktycznego „Łemko” („Udarnyky-1”, „Udarnyky-2” itd).